# Tęcza
Tęcza fue una obra de arte en forma de un arcoíris gigante, formado por flores artificiales, diseñado por la artista polaca Julita Wójcik y situado en la Plaza del Salvador (Plac Zbawiciela) en la capital de Polonia, Varsovia, desde el verano de 2012. La obra ha sido vandalizada en diversas ocasiones, generando una cierta controversia en las medios de comunicación polacos, habitualmente en el contexto de los derechos LGBT.

## Historia
La obra es la tercera en una serie de instalaciones similares creadas por Wójcik; la segunda fue colocada delante del Parlamento europeo en Bruselas durante la presidencia polaca de la Unión Europea, a partir del 8 de septiembre de 2011. El arco iris de Varsovia está basado en el de Bruselas, que fue trasladado a Varsovia el 8 de junio de 2012. Wójcik recibió por la obra el premio Paszport Polityki.
La idea detrás de la obra de arte era la de evocar sentimientos positivos relacionados con el arcoíris, tales como el amor, la paz y la esperanza, y debía ser un símbolo universal y apolítico. A pesar de ello, la instalación ha sido identificada con el movimiento LGBT, concretamente con la bandera del arcoíris.

## Vandalismo y controversias

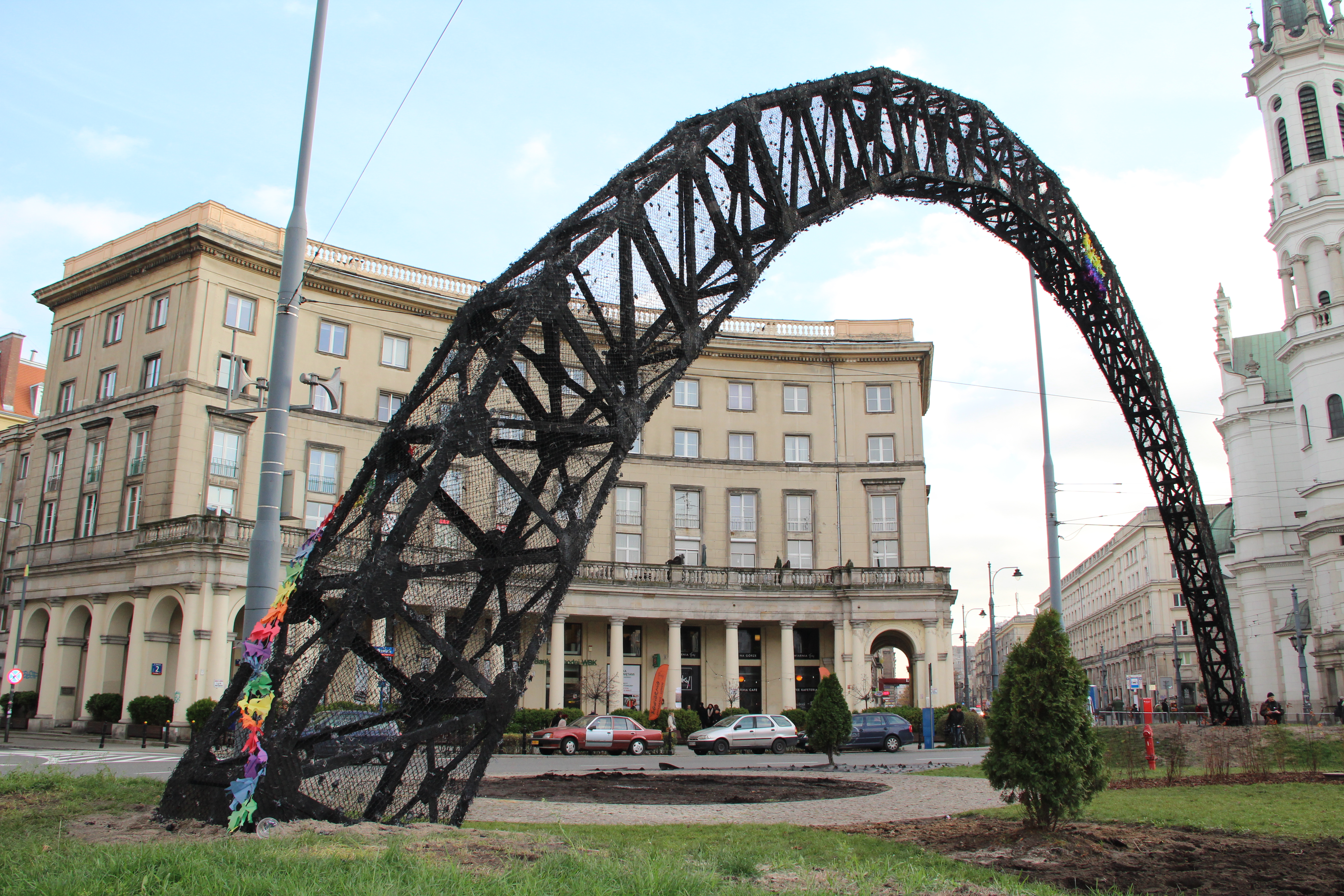
Tęcza, quemado tras los disturbios de noviembre de 2013.

Debido a esta relación entre el arcoíris y el movimiento LGBT, la situación de la obra en la Plaza del Salvador ha sido controvertida. A noviembre de 2013, Tęcza había sido vandalizado en cinco ocasiones, siendo la quema de la obra la forma más habitual. Así, la obra fue dañada el 13 de septiembre de 2012, el 1 de enero de 2013 (aunque en este caso se concluyó que había sido un accidente con los fuegos artificiales), el 4 de enero de 2013, en julio de 2013 y finalmente de nuevo el 11 de noviembre de 2013, durante los disturbios por la celebración del Día de la independencia de Polonia. El incidente de noviembre de 2013 ocurrió dentro diversos altercados provocados por nacionalistas de extrema derecha, entre los que se cuenta un ataque a la embajada de Rusia en Polonia.
La instalación había sido criticada por figuras conservadoras y de la extrema derecha. El político Bartosz Kownacki, del partido Ley y Justicia, llamó la obra «arcoris maricón» (pedalska tęcza) de forma despectiva. Otro político de Ley y Justicia, Stanisław Pięta, se quejó de que este «horrible arcoiris había herido los sentimientos de los creyentes» (que atendían a la cercana iglesia del Santísimo Salvador). El cura Tadeusz Rydzyk de Radio Maryja lo describió como un «símbolo de la perversión».
Tras los incidentes de noviembre de 2013, la reconstrucción de Tęcza ha sido apoyada por grupos liberales, con eslóganes como «la libertad no puede ser quemada»; más de 50 000 personas han expresado su apoyo en una página polaca de Facebook solicitando su reconstrucción. La alcaldesa de Varsovia, Hanna Gronkiewicz-Waltz, de la Plataforma Cívica, declaró que la obra «será reconstruida tantas veces como sea necesario». Varias personalidades polacas han apoyado explícitamente la obra, tales como Edyta Górniak, Katarzyna Zielińska, Monika Olejnik y Michał Piróg; también ha recibido el apoyo del embajador de Suecia en Polonia y activista LGBT Staffan Herrström.
En diciembre de 2014 el monumento fue incendiado de nuevo por un joven borracho de 25 años. La rápida intervención de la policía evitó daños mayores.
De acuerdo a algunos comentaristas, la controversia sobre la obra Tęcza es el perfecto ejemplo de la división existente en la sociedad polaca entre las «ideas progresistas occidentales de la sociedad civil y los valores tradicionales católicos polacos.»
Durante la noche del 26 al 27 de agosto de 2015, la estatua se desmanteló oficial y permanentemente.

## Arcoíris Irrompible
En junio de 2018, la empresa Ben & Jerry’s junto a las asociaciones Milość Nie Wyklucza (Asociación "El amor no excluye") y Fundacja Wolontariat Rowności, instalaron lo que denominaron un "arcoíris irrompible" que consiste de una proyección holográfica sobre un arco de agua.